# Ислам в Гайане
Ислам в Гайане — это третья религия по числу верующих в стране после христианства и индуизма. Согласно переписи населения 2002 года, 7,3 % жителей Гайаны — мусульмане. Тем не менее, согласно переписи в 2010 году, проведённой исследовательским центром Пью, 6,4 % жителей назвали себя мусульманами.
Ислам пришел в Гайану благодаря рабам из Западной Африки, однако проявления религиозности подавлялись на плантациях. Тем не менее, ислам реально возрос в Гайане в середине XIX века, когда в колонию завозили наёмных слуг и рабов из Южной Азии. После получения независимости в 1966 году, Гайана усилила свои отношения со странами Ближнего Востока и другими частями мусульманского мира. В 1998 году Гайана присоединилась к Организации исламского сотрудничества.
Праздники Ид-аль-Адха, Ид-аль-Фитр и Мавлид официально признаны в Гайане. Празднования мусульманских праздников варьируются от даты в исламском календаре.
Так как большинство гайанцев-мусульман — потомки индийцев или прямые индийцы, то в их кругах популярен хинди. На нём они смотрят фильмы производства Болливуда и слушают индийскую музыку.
Согласно американо-гайанскому профессору Рэймонду Чикри, гайанские мусульмане активно сотрудничают с людьми других религий. Как говорил Чикри, «У мусульман и индуистов Гайаны очень тёплые отношения. Они уважают пространство друг друга, но также сотрудничают культурно и даже лингвистически.»
Мусульманам не разрешалось голосовать до 1994 года. Шабнам Алли пишет, что «мусульмане активно участвуют в социально-экономическом секторе Гайаны». При этом мусульмане недостаточно представлены в правительстве.

## История
Как и с большинством южно-американских государств, ислам попал в Гайану из-за работорговли через Атлантику. Мусульмане из народов мандинка и фулани прибыли в качестве рабов для работы на сахарных плантациях в Гайане. Тем не менее, трудные условия рабства в колонии привели к исчезанию ислама в регионе, до 1838 года, когда 240 000 жителей Индии, Пакистана и Афганистана прибыли в колонию. Большинство из них было индуистами, и лишь малая часть была мусульманами. После того, как Гайана получила независимость в 1966 году, она начала дипломатические отношения с такими арабскими странами, как Египет, Ирак и Ливия, у которых были посольства в столице Гайаны, Джорджтауне. Некоторые из юношей-мусульман отправились в Саудовскую Аравию, Египет или Ливию дабы изучать ислам подробнее, а также выучить арабский язык. В 1996 году президент Гайаны Чедди Джаган побывал в Сирии, Кувейте, Бахрейне, Катаре, ОАЭ и Ливане, и назначил посланника на Ближний Восток. В том же году Гайана стала постоянным наблюдателем в Организации исламского сотрудничества, а в 1998 году страна вошла в состав организации, став 56-м её членом.

## Население
Согласно переписи 2012 года, около 6,8 % населения является мусульманами (50 572 человека из полных 746 955). Большинство мусульман имеют индийские корни. Мусульманское население со временем снижается из за эмиграции.
| Год  | Население Гайаны | Мусульманское население Гайаны | %   |
| ---- | ---------------- | ------------------------------ | --- |
| 1980 | 759 567          | 66 122                         | 8,7 |
| 1991 | 723 673          | 57 669                         | 8,0 |
| 2002 | 751 223          | 54 554                         | 7,3 |
| 2012 | 746 955          | 50 572                         | 6,8 |

### Распределение по стране
В регионе Эссекибо-Айлендс-Уэст-Демерара самое большое распределение мусульман по регионам Гайаны. Около 12 % населения региона — мусульмане. Следующие — регионы Ист-Бербис-Корентайн (10 %) и Махайка-Бербис (9 %).
| №  | Регион                         | Население региона (2012) | Мусульманское население | %    |
| -- | ------------------------------ | ------------------------ | ----------------------- | ---- |
| 1  | Барима-Уайни                   | 27 643                   | 70                      | 0,3  |
| 2  | Померун-Супенаам               | 46 810                   | 3 201                   | 6,8  |
| 3  | Эссекибо-Айлендс-Уэст-Демерара | 107 785                  | 12 688                  | 11,8 |
| 4  | Демерара-Махайка               | 311 563                  | 18 702                  | 6,0  |
| 5  | Махайка-Бербис                 | 49 820                   | 4 494                   | 9,0  |
| 6  | Ист-Бербис-Корентайн           | 109 652                  | 10 448                  | 9,5  |
| 7  | Куюни-Мазаруни                 | 18 375                   | 350                     | 1,9  |
| 8  | Потаро-Сипаруни                | 11 077                   | 67                      | 0,6  |
| 9  | Аппер-Такуту-Аппер-Эссекибо    | 24 238                   | 135                     | 0,6  |
| 10 | Аппер-Демерара-Бербис          | 39 992                   | 417                     | 1,0  |
|    | Гайана                         | 746 955                  | 50 572                  | 6,8  |

## Организации

### Центральная исламская организация Гайаны
Центральная исламская организация Гайаны (англ. Central Islamic Organization of Guyana, CIOG) — самая старая исламская группа в Гайане. Они оказывают помощь сиротам и работы по оказанию помощи.

### Исламский фонд Гайаны
Исламский фонд Гайаны (англ. Guyana Islamic Trust, GIT) — многосторонняя, некоммерческая организация, созданная в 1978 году. ИФГ предала себя процессу усовершенствования личностей, семей и сообществ Гайаны в интеллектуальной, моральной и духовной сферах.
Их цель — образование, так как члены фонда тщетно верят, что «незнание — главная причина существования нетерпимости, расизма, аморальности и преступности, которыми пропитано наше общество и мир.»
Низовая работа фонда контролируется 14-ю административными округами. Операции фонда включают:
- Организация обучения юношей и престарелых исламу
- Обычные семейные собрания и социальная деятельность
- Организация и контроль исламских сообществ в школах
- Программы для юношей
- Партнёрство с джамаатами
- Дават (аналог миссионерства), призыв людей к исламу
- Программы по социальному благосостоянию
- Улучшение навыков у женщин
- Образовательная деятельность
- Медицинские программы

### Национальная ассоциация исламских сестёр
Национальная ассоциация исламских сестёр (англ. National Islamic Sisters Association) — женская ветвь ИФГ. Деятельность ассоциации включает в себя:
- Продвижение исламских ценностей и учений среди женщин Гайаны
- Оживление практик Корана и сунны
- Помощь женщинам в исполнении их обязательств
- Продвижение исламских семейных ценностей
- Процесс реорганизации исламской жизни в Гайане
- Предоставление консультаций, где необходимо
- Собрание денег на осуществление своих проектов

### Исламский институт Гайаны
Исламский институт Гайаны (англ. Guyana Islamic Institute, GII) — главная организация по изучению ислама на Карибах. После её создания в 1986 году, множество людей окончили институт в областях наук о Коране, арабского языка или исламских исследований.
Большинство из тех людей, которые окончили институт — сейчас являются шейхами, имамами и дуатами, и сейчас служат исламским общинам не только в Гайане, но и в других частях Кариб, Северной Америке и в других местах.
ИИГ продолжает помогать своим ученикам становится дуатами (человек, исполняющий дават) в уважаемых исламских сообществах. Организация помогает ученикам больше узнать о Исламе — концепциях жизни, смерти и потустороннем мире; поможет им в завлечении не-мусульман в ислам; улучшит их знания о исламе, сбазированные на Коране и сунне;
Ученикам института дают уроки по следующим темам:
- Арабский язык
- Науки о Коране
- Акида
- Хафизы
- Фикх
- Хадисы
- История ислама
- Методология давата
- Сира

Также у учеников есть опыт в следующих сферах:
- Педагогика и обучение
- Произнесение хутбы
- Дават, завлечение не-мусульман в ислам
- Организация и участие в молодёжной деятельности
- Учёность

### Национальное объединённое руководство халяля
Национальное объединённое руководство халяля (англ. National United Halaal Authority, NUHA) — пищевая организация, созданная в 2011 году. Она следит за производством и сертификацией продуктов, разрешённых в употреблении мусульманам по халялю.

### Сообщество мусульман-ахмадие Гайаны
Сообщество мусульман-ахмадие Гайаны (англ. Ahmadiyya Muslim Community in Guyana) — сообщество мусульман-ахмадие, основанное в 1960-х. Сейчас, сообщество владеет несколькими мечетями в стране, включая Джорджтаун, Розиньол, Нью-Амстердам и Систерс-Виллидж.

### Организация исламского сотрудничества
Организация исламского сотрудничества (англ. Organization of Islamic Cooperation, OIC) — международная исламская организация, в которую входят Гайана и Суринам. Они — единственные американские страны, которые входят в эту организацию (с 1996 и 1998 года соответственно).